# Daniel Wadsworth
Daniel Wadsworth (1771-1848) est un mécène et amateur d'art américain. Il fonde le musée Wadsworth Atheneum dans sa ville natale Hartford, dans le Connecticut.

## Biographie

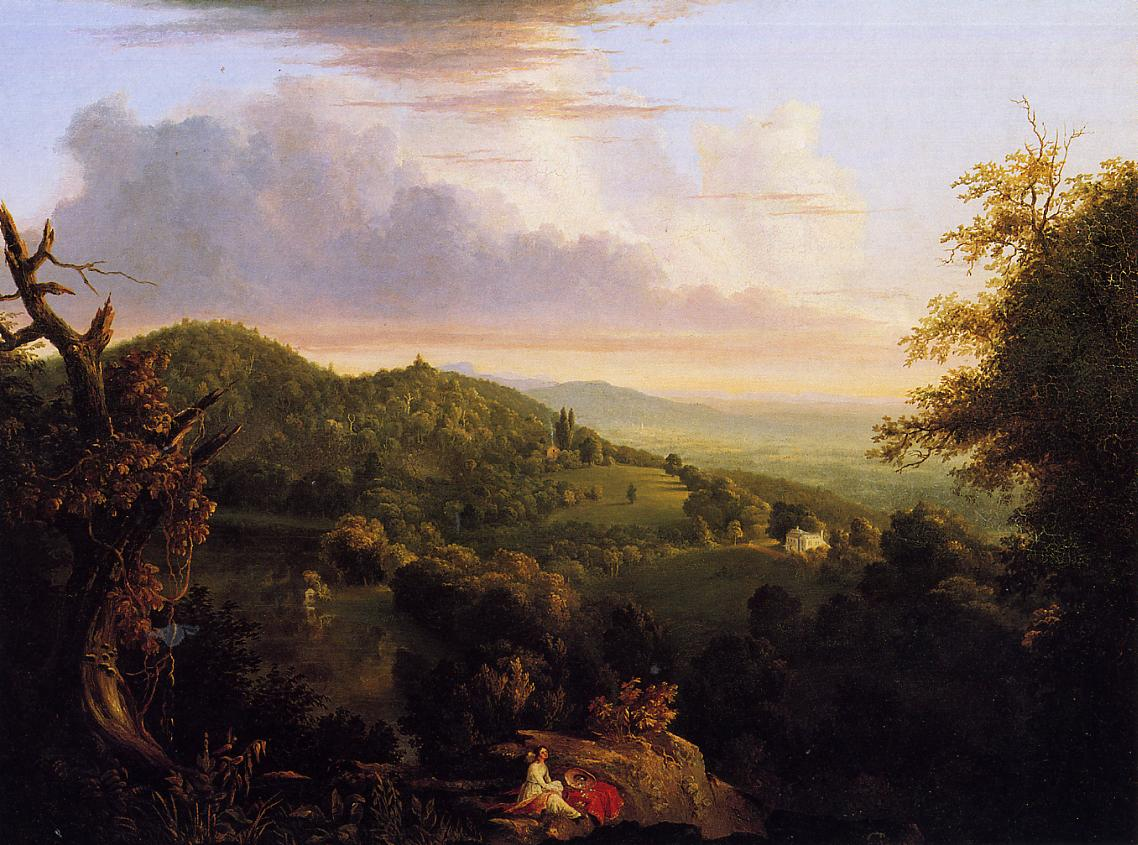
Vue de Monte-Video, huile sur panneau, 1828, Thomas Cole. Wadsworth Atheneum

Daniel Wadsworth est issu d'une des premières familles puritaines du Connecticut et d'origine aisée. Il épouse Foi Trumbull en 1794, la nièce du peintre John Trumbull. Il devient l'un des principaux mécène des peintres de la Hudson River School, comme Thomas Cole et Frederic Edwin Church.

## Référence
- Thomas Cole's Journey: Atlantic Crossings. Kornhauser, Barringer - 2018